# كارمين روبرتسون
كارمين روبرتسون هي لغوية كندية، ولدت في 1962 في Fort Qu'Appelle ‏ في كندا.